# Pancho Carter
Duane "Pancho" Carter Jr., född den 11 juni 1950 i Racine, Wisconsin, USA, är en amerikansk racerförare.

## Racingkarriär
Carter kallades för Pancho sedan barnsben, och det namnet följde honom genom motorsporten, då hans far Duane Carter också var racerförare. Han vann USAC:s mästerskap för både midget och sprint cars, innan han tog steget upp till Indycarracing. Carter gjorde sin debut i Indianapolis 500 1974, och även om han aldrig vann tävlingen, så hade han pole position 1985. Han fick dock mekaniska problem och tvingades bryta efter bara sex varv. Carter tog en seger i CART, vilken han tog i Michigan 500 på Michigan International Speedway 1981. Han körde sitt sista Indy 500 1994, men kvalade inte in till tävlingen. Carter gjorde dessutom några starter i NASCAR under karriären. Carter var en ovalspecialist, och tog alla sin pallplaceringar i CART på sådana, så det ökade antalet racerbanor på kalendern i slutet av 1980-talet passade inte honom.

## Champ Car

### Segrar
| Nr | Bana     | År   |
| -- | -------- | ---- |
| 1  | Michigan | 1981 |

### Andraplatser
| Nr | Bana   | År   |
| -- | ------ | ---- |
| 1  | Sanair | 1985 |

### Tredjeplatser
| Nr | Bana     | År   |
| -- | -------- | ---- |
| 1  | Michigan | 1980 |
| 2  | Michigan | 1986 |
| 3  | Pocono   | 1986 |

### Pole positioner
| Nr | Bana             | År   |
| -- | ---------------- | ---- |
| 1  | Indianapolis 500 | 1985 |